# Verrière de l'Annonciation
Pour des articles plus généraux, voir Vitraux de Chartres et Annonciation.
La verrière de l'Annonciation est un vitrail situé dans le déambulatoire sud de la cathédrale Notre-Dame de Chartres. Contrastant avec les verrières basses historiées de la cathédrale, et se distinguant des autres grisailles (baies 3, 10, 19, 25 et 27), elle présente une scène unique figurant l'Annonciation, sur un fond très clair de résille jaune sur fond blanc.
Outre son intérêt esthétique indéniable, la scène de l'Annonciation illustre la révolution technique qu'a été dans l'art du vitrail l'introduction en Europe occidentale du jaune d'argent, au XIVe siècle, qui a permis d'élargir le champ de la cémentation sur vitrail, jusqu'alors limité à la grisaille.
La baie dans son état actuel date du 2e quart du XIVe siècle. Elle a remplacé un vitrail du milieu du XIIIe siècle, pour éclairer le déambulatoire.
La baie, numérotée 026 dans le Corpus vitrearum, a été classé monument historique en 1840.

## L'Annonciation

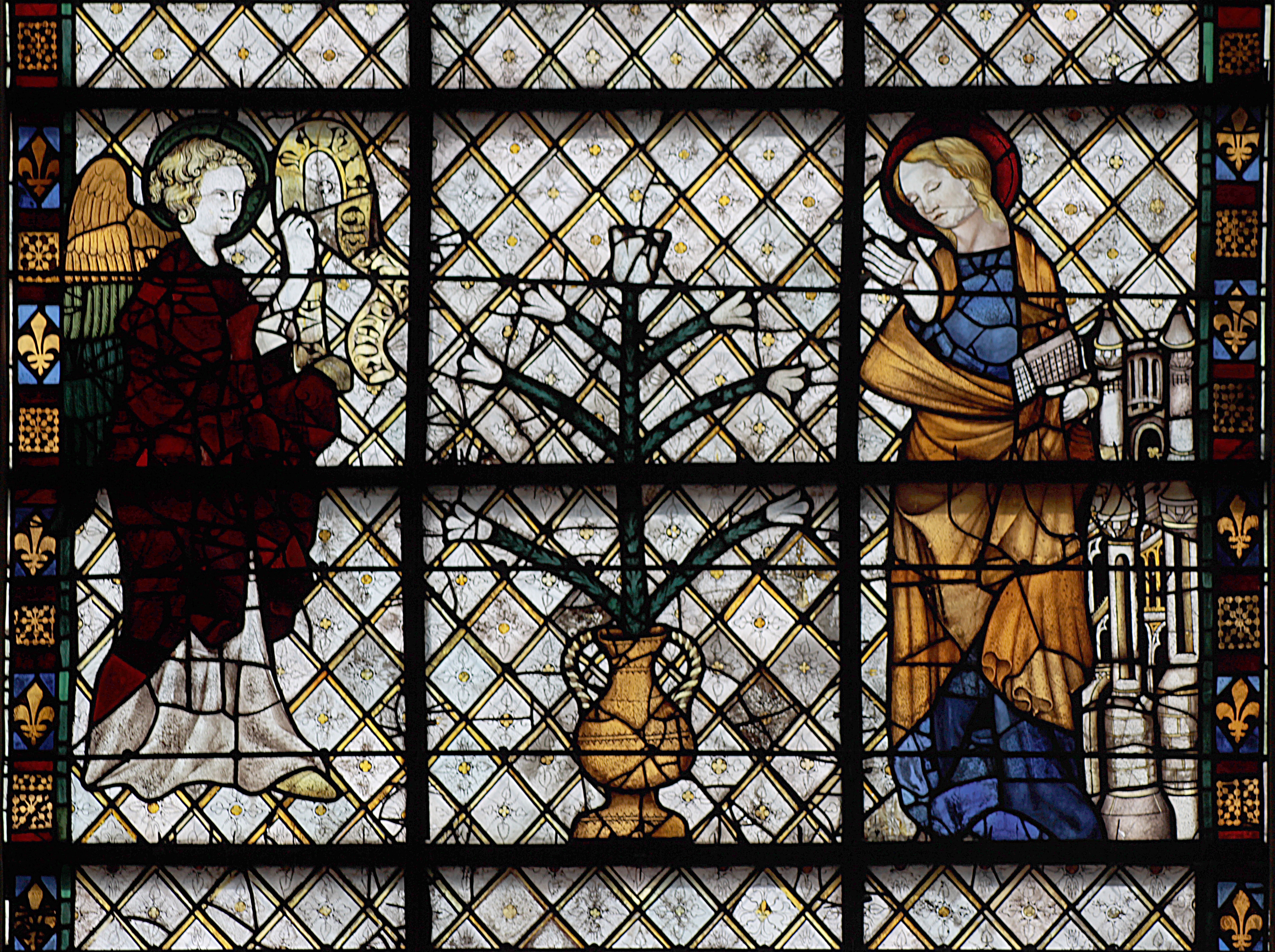
L'Annonciation.

L’Annonciation est l'annonce de sa maternité divine faite à la Vierge Marie par l'archange Gabriel. Elle est relatée dans l'évangile selon Luc :
L'ange Gabriel fut envoyé par Dieu à Marie. Il entra chez elle, et dit : « Je te salue, toi à qui une grâce a été faite ; le Seigneur est avec toi. Et voici, tu deviendras enceinte, et tu enfanteras un fils, et tu lui donneras le nom de Jésus. » Marie dit à l'ange : « Comment cela se fera-t-il, puisque je ne connais point d'homme ? » L'ange lui répondit : « Le Saint-Esprit viendra sur toi, et la puissance du Très-Haut te couvrira de son ombre. C'est pourquoi le saint enfant qui naîtra de toi sera appelé Fils de Dieu. Voici, Élisabeth, ta parente, a conçu, elle aussi, un fils en sa vieillesse, et celle qui était appelée stérile est dans son sixième mois. Car rien n'est impossible à Dieu. » Marie dit : « Je suis la servante du Seigneur ; qu'il me soit fait selon ta parole ! ».
La représentation de la scène est classique : Gabriel est à gauche, en train de faire son annonce ; Marie à droite montre son étonnement ; entre les deux, la limite entre le monde divin et le monde terrestre est ici marquée par un vase posé à terre, portant un lys gigantesque - la fleur de lys étant le symbole de la virginité, ici un rappel de la doctrine catholique de la virginité perpétuelle de Marie. Marie est représentée la paume ouverte vers l'archange, ce qui est un signe d'acceptation. Les éléments architecturaux figurant à droite sont interprétés comme la chambre et le prie-Dieu de Marie.
L'ange tient un phylactère sur lequel on peut lire le début de sa salutation « Ave Maria, Gratia plena », qui forme le début de la prière du Je vous salue Marie. La calligraphie en lettres gothiques majuscules en est superbe.

## Jaune d'argent
Cette verrière illustre un des premiers vitraux réalisé avec du jaune d'argent, qui permet de dessiner sur le verre autrement qu'en ayant recours à la grisaille, et d'ajouter de la couleur jaune sur une pièce sans avoir à la séparer en deux morceaux par un plomb.
Initialement, dans la technique du vitrail, la grisaille permet de dessiner des motifs allant du gris pâle au noir, par ajout d'oxydes métalliques avant la cuisson du verre. Cette peinture faite sur le verre est appliquée sur le revers du vitrail, et agit ensuite par cémentation : le verre est ensuite recuit, et pendant la cuisson la coloration obtenue par le dépôt diffuse, les ions de la teinture s'échangent avec les ions du verre, et le teintent dans la masse. Après cuisson, la coloration est donc perçue dans la masse, contrairement aux techniques ultérieures de plaquage ou de verre émaillé, qui ne déposent la couche colorante qu'en surface et assombrissent la masse.
Le jaune d'argent est connu depuis le Xe siècle en Égypte, en Syrie et dans le sud de l'Espagne, mais n'apparaît dans l'art du vitrail occidental qu'au tout début du XIVe siècle : la première utilisation connue date de 1313. C'est un mélange de sels d'argent et de céments, qui peuvent être de l'ocre ou de l'argile calcinée, et seront ôtés après cuisson.
Sur du verre blanc, le jaune d'argent permet d'obtenir des teintes nuancées allant du jaune clair jusqu'au brun orangé foncé. Il peut également colorer des verres déjà colorés, donnant des nuances vertes sur du bleu, ou de l'orange sur du rouge. Sa principale utilisation sera cependant sur du verre blanc, beaucoup moins cher à créer que du verre coloré, donnant lieu à de très nombreuses pièces en grisaille et jaune d'argent permettant de colorer et détailler des chevelures, des éléments architecturaux, des décors végétaux, ou de simples « grisailles » réalisées sur verre blanc.
Dans le vitrail de l'Annonciation, le traitement au jaune d'argent (et à la grisaille) est manifeste dans la chevelure de la Vierge et les draperies de son manteau, et dans la chevelure et les ailes de Gabriel. Il est également manifeste dans le traitement du pot central supportant les fleurs de lys, et en particulier dans le traitement des anses du pot, alternées de jaune et de blanc.

## Description d'ensemble

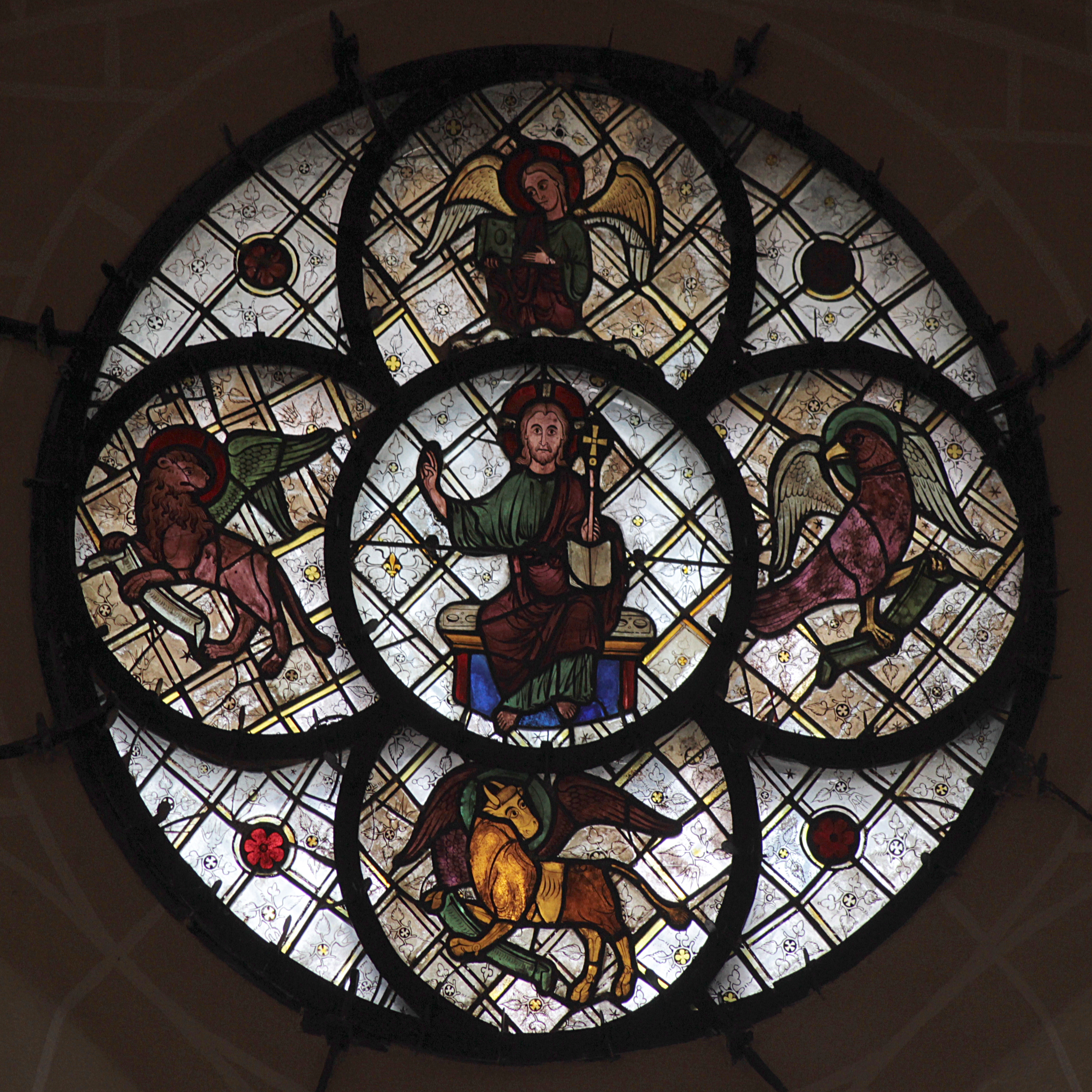
Vitrail de l'Annonciation - Oculus.

La baie, de style gothique primitif, se compose de deux lancettes en arc brisé, surmontées d'un oculus de réseau. Elle porte le numéro 026 dans la numérotation du Corpus vitrearum.
Tous les fonds sont formés de losanges de verre blanc, bordés par une résille jaune. La résille est réalisée par un jaune d'argent ajouté aux losanges, et est bordée d'un côté par une grisaille foncée, de l'autre par le plomb de sertissage des éléments de verre.
Le ferraillage de l’oculus est formé d'un cercle central, et de quatre cercles de même diamètre, disposés en croix, et rejoignant le cercle central à 45 degrés. Dans le cercle central figure un Christ bénissant ; les quatre cercles périphérique forment un tétramorphe figurant les quatre évangélistes : en haut, Matthieu l'évangéliste figuré par un ange ; en bas, un taureau représentant Luc ; à gauche le fameux lion de saint Marc ; et à droite l'aigle représentant Jean. Chacune de ces figures tient un parchemin ou un livre, symbole de son évangile.

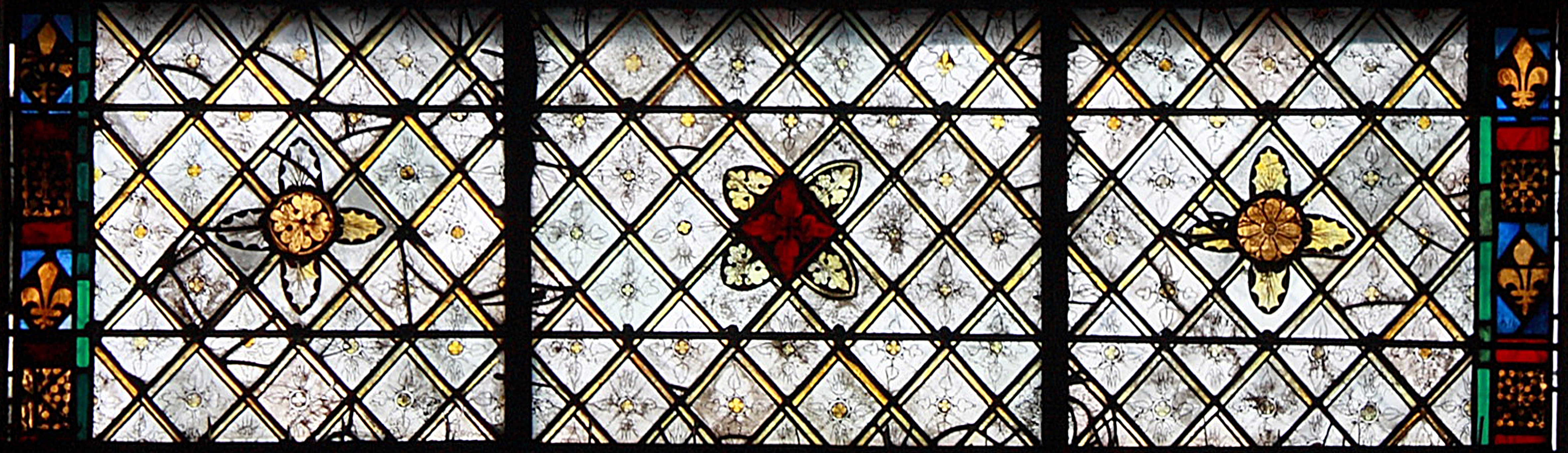
Motifs floraux de la grisaille.

Les deux lancettes sont traversées de neuf barlotières horizontales et deux verticales, délimitant trente six panneaux dont trente et un rectangulaires.
En dehors de ceux occupés par la scène de l'annonciation, tous les panneaux rectangulaires sont ornés en leur centre d'un motif floral réalisé en grisaille sur fond de couleur, entouré de quatre feuilles bordées en ogive, réalisées en grisaille sur fond blanc. Côté gauche, ces panneaux sont irrégulièrement décorés, la fleur pouvant être sur fond bleu, vert ou route, et les feuilles alternant entre feuille de houx, feuille de chêne et feuilles d'orme, sans logique apparente ; et le fond blanc est parcouru d'une subtile volute florale en grisaille. Côté droit, les panneaux centraux portent plus systématiquement une fleur rouge de grisaille entourée par quatre feuilles de chêne, et les panneaux latéraux une fleur jaune entourée de feuilles de houx ; et le fond est formé de losanges de verre blanc, décorés d'un motif floral en grisaille au cœur de jaune d'argent, et bordés par une résille de verre jaune. Dans les deux cas, le cœur des fleurs forme à chaque fois un motif unique.
Le vitrail de gauche a une bordure formée de fleurs jaunes sur une bande rouge bordée de deux filets bleus.
La bordure du vitrail de droite, de son côté, présente sur une bande rouge une alternance des armes de Navarre, et une fleur de lys d'or sur fond d'azur, certainement mise comme armes de France simplifiées. Dans la liste des monarques de Navarre, cette superposition de France et de Navarre n'a été portée que par la branche capétienne ; et la date de réalisation du vitrail (second quart du XIVe siècle) désigne ici comme titulaire Jeanne II de Navarre (1311-1349). Cette signature la désigne comme donatrice, ou éventuellement sa fille Blanche de Navarre agissant en son nom.

## L'Annonciation à Chartres

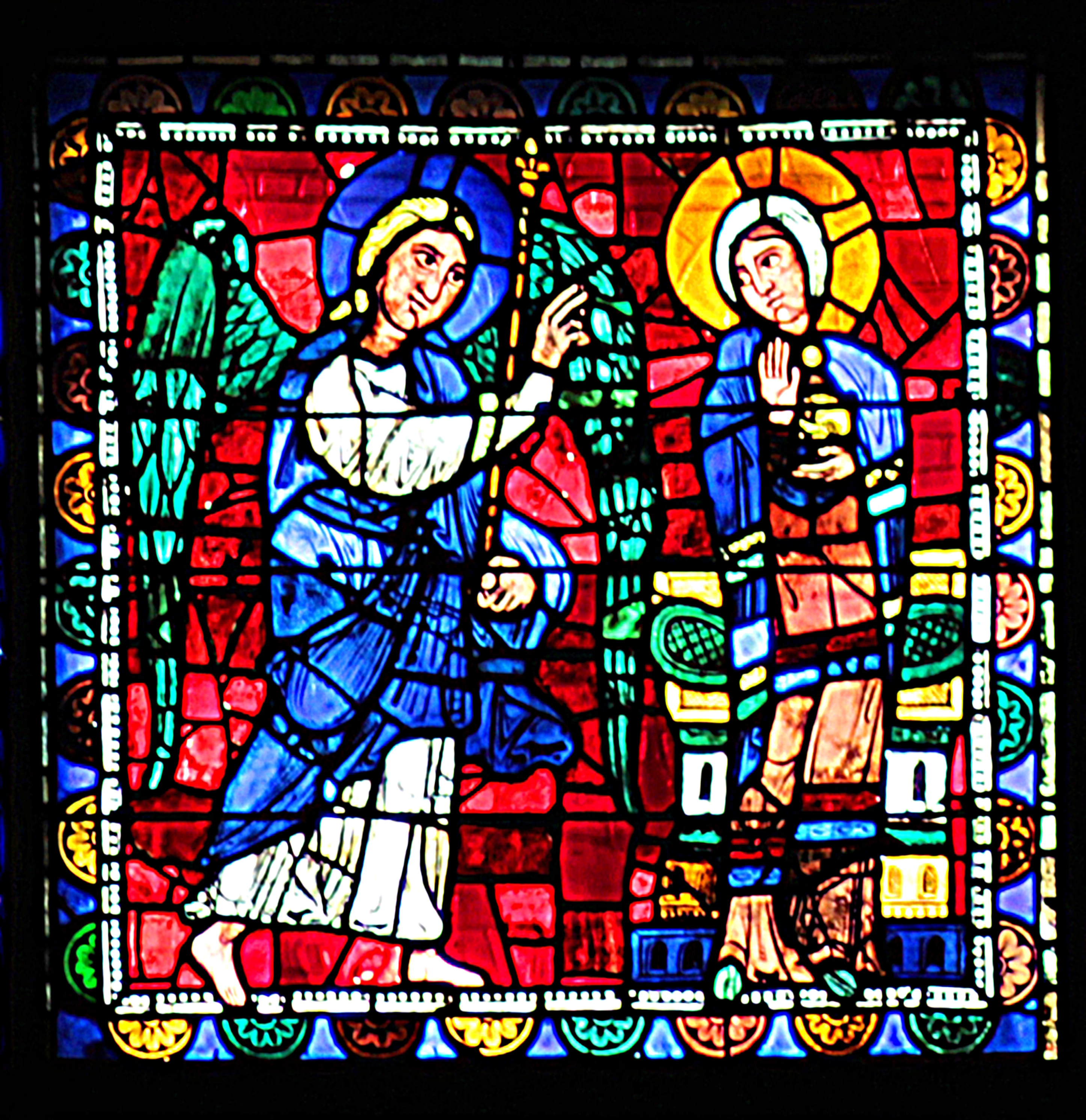
Vitrail de l'Enfance (050).
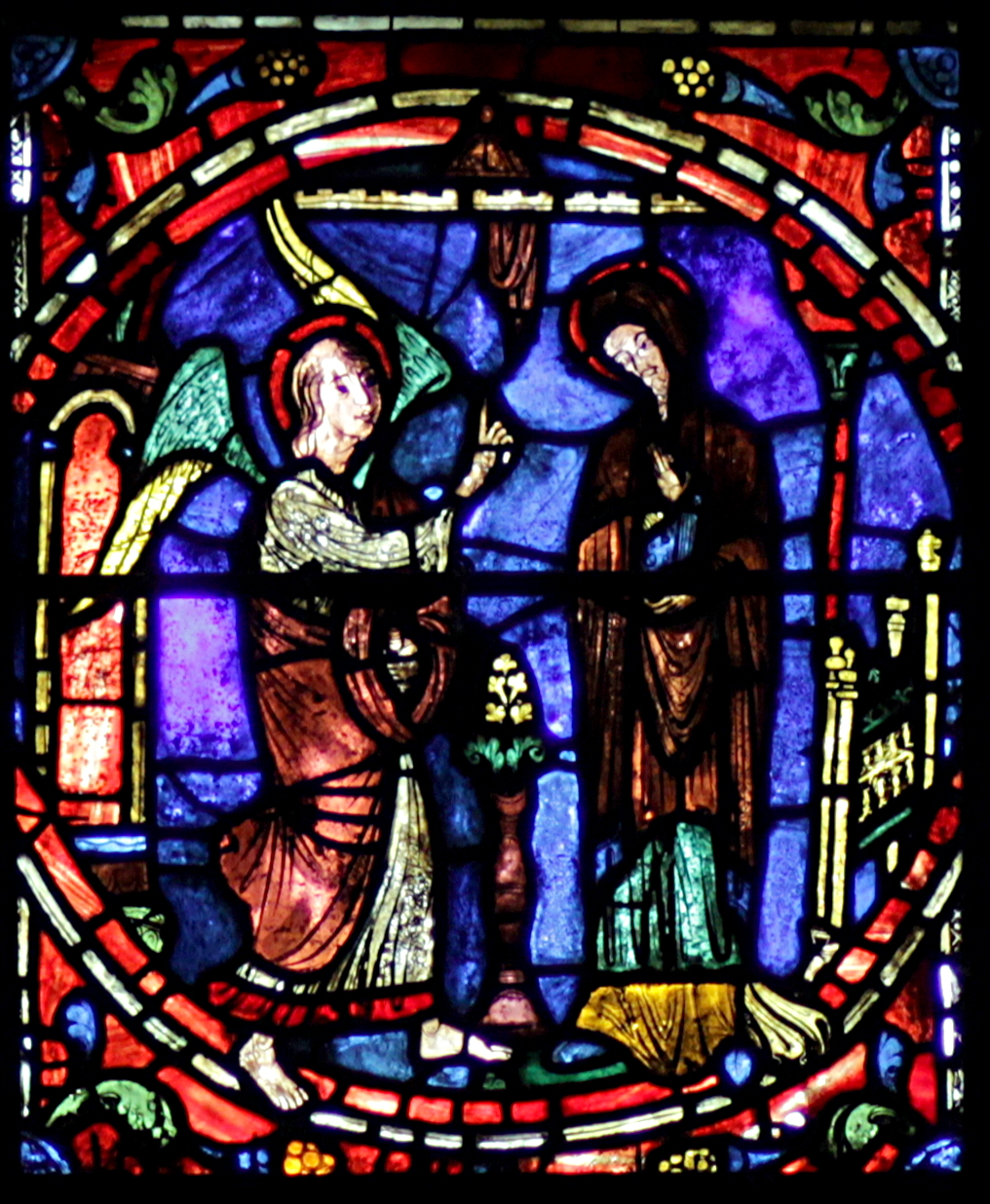
Vie de la Vierge (028).
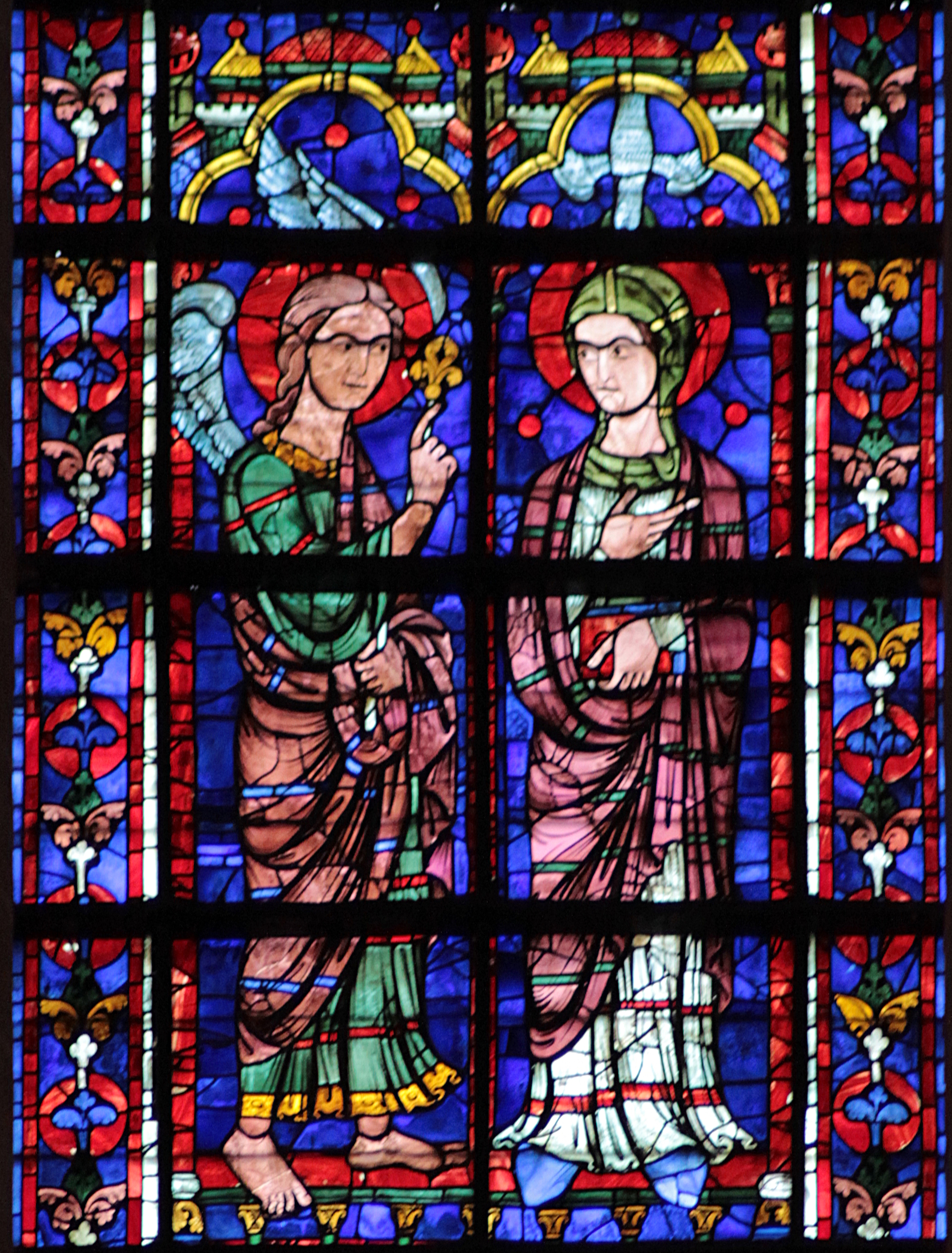
Vitrail central de l'abside (100).

## Les grisailles à Chartres

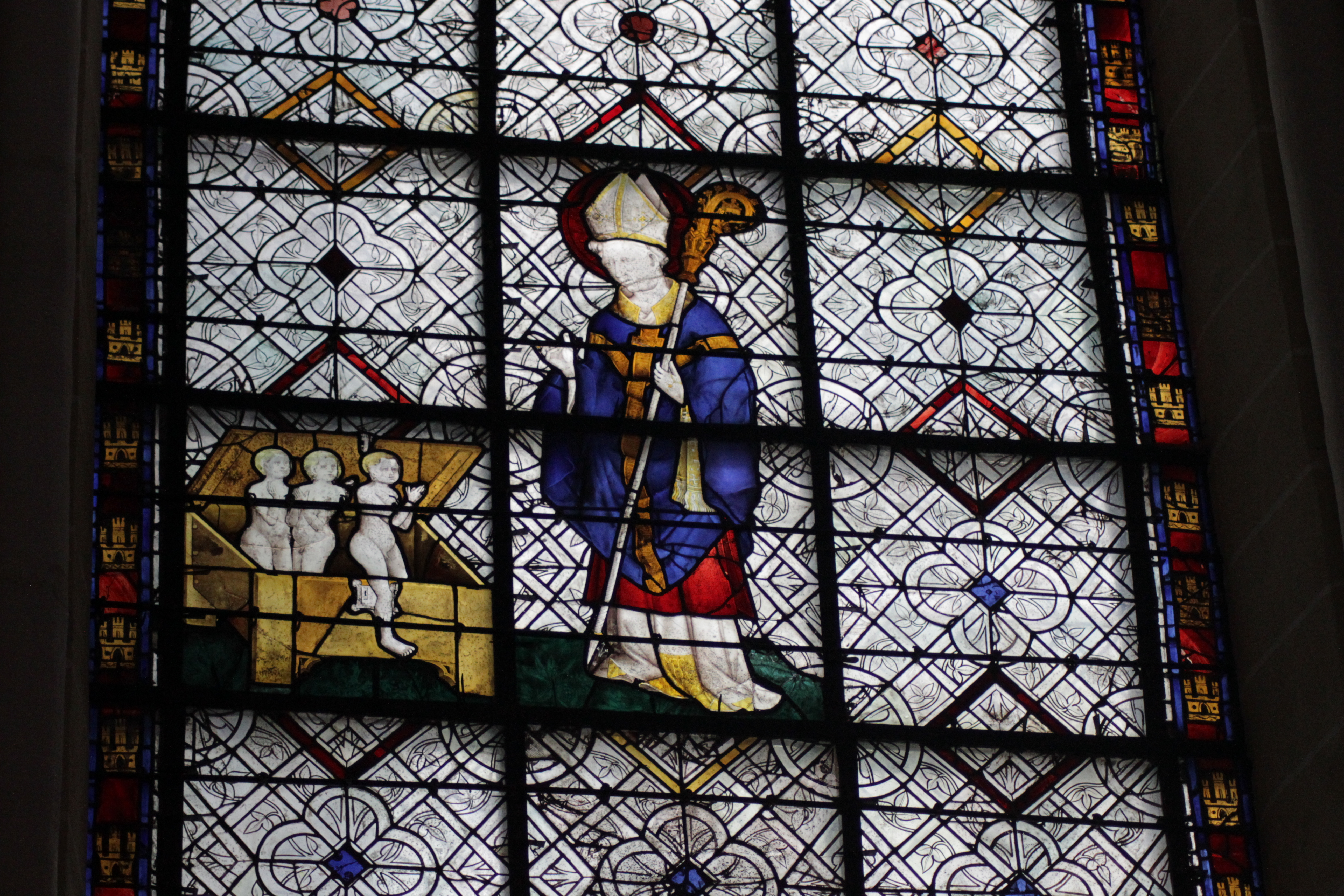
Baie 10 :.

D'autres baies comportent des grisailles dans la cathédrale (du nord au sud) :
- déambulatoire nord :
  - deux baies composées chacune de deux lancettes (27 et 25) ;
  - la lancette droite de la chapelle murale (19).

- la lancette la plus à gauche de la chapelle axiale (3) ;

- déambulatoire sud :
  - le vitrail de Saint-Piat, au-dessus de l'accès à la chapelle du même nom (6) ;
  - la lancette la plus à gauche de la chapelle des Confesseurs, avec une représentation de saint Nicolas ressuscitant trois enfants (10) ;
  - la lancette centrale et celle de droite de la chapelle de Tous-les-saints (22 et 24).

- transept sud (partie ouest) :
  - vitrail incluant des fragments d'une résurrection de Lazare (34) ;
  - histoire de saint Apollinaire (36).

Les grisailles de la cathédrale de Chartres
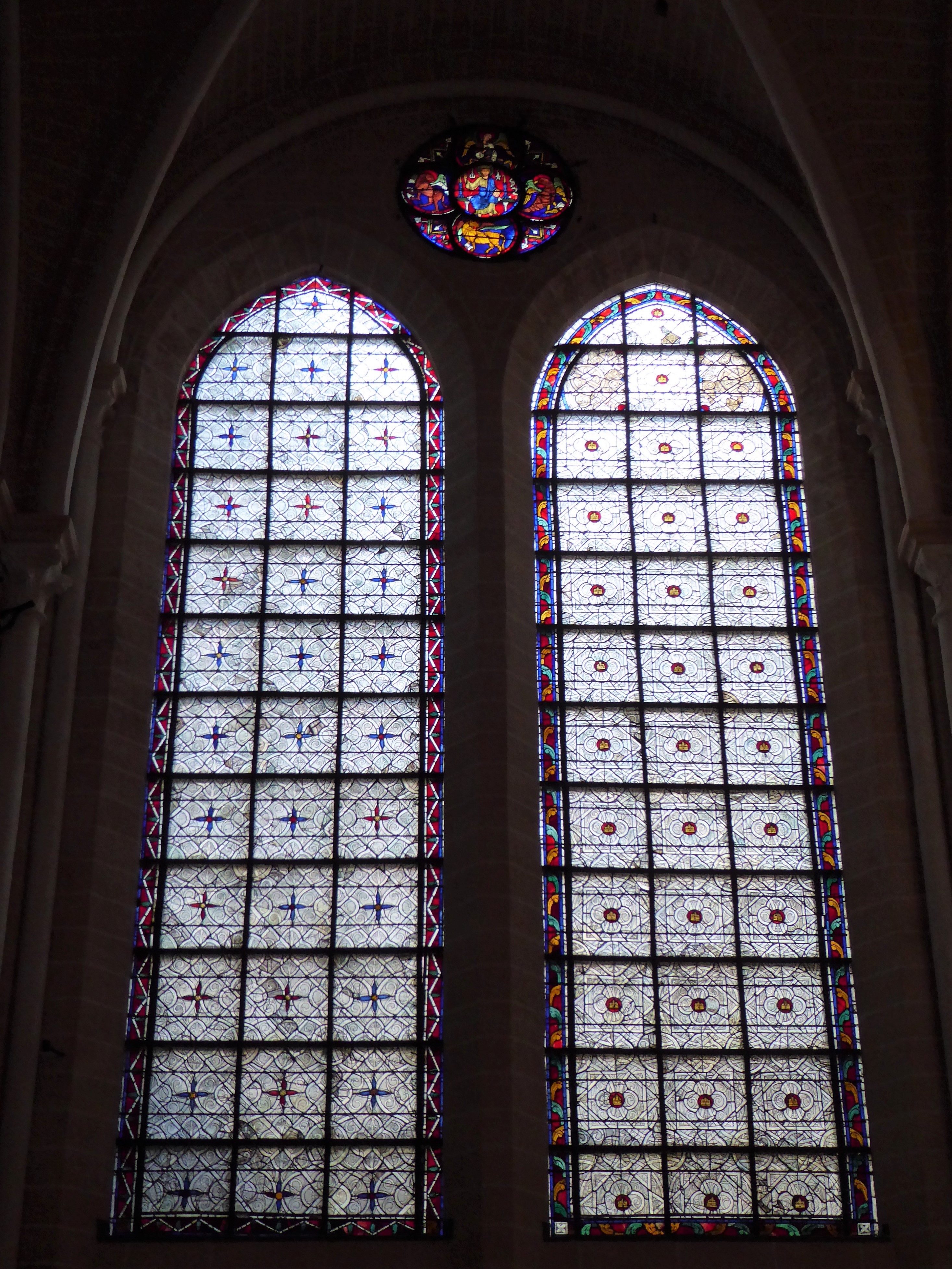
Baie no 27 Déambulatoire nord.
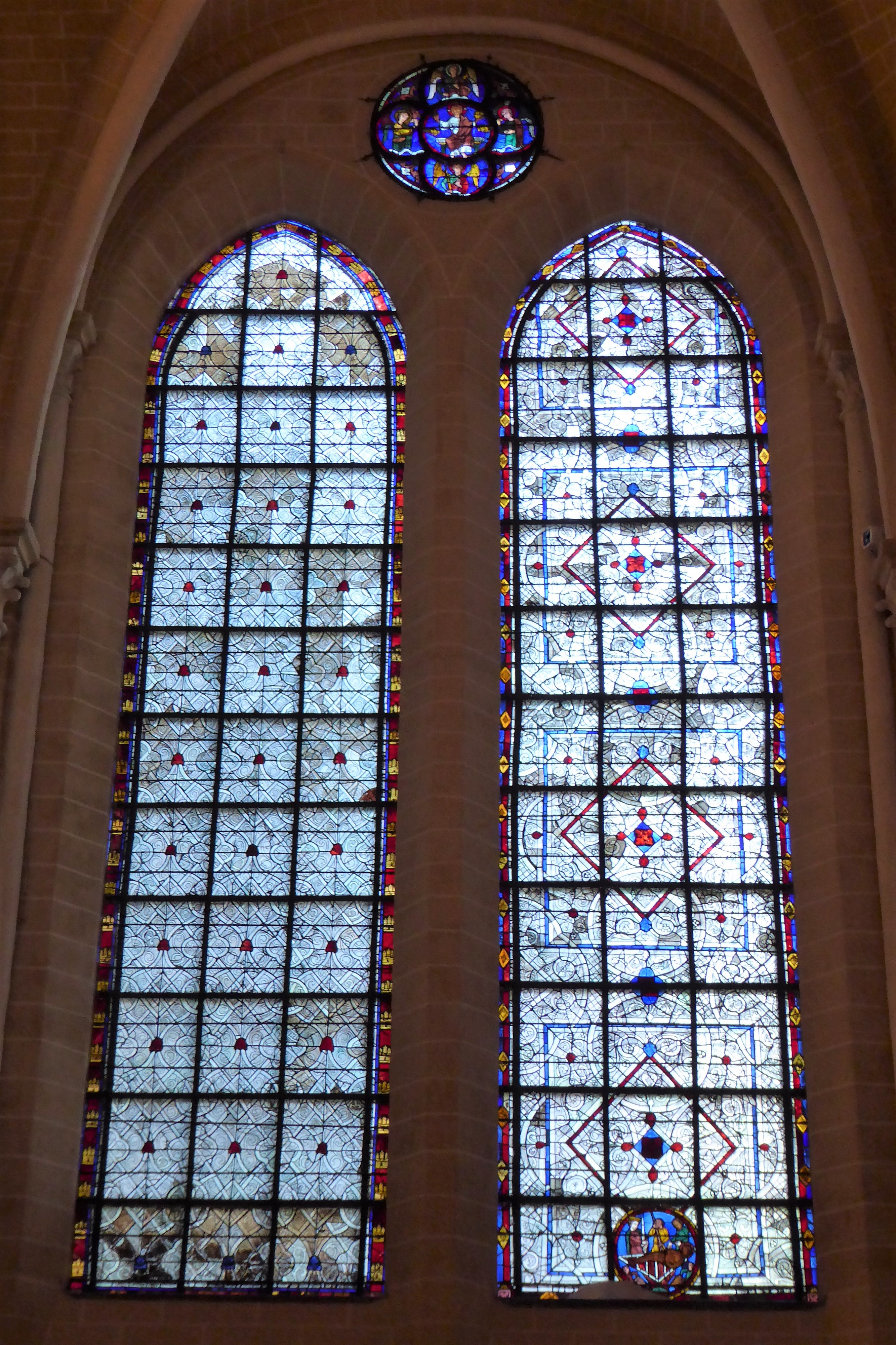
Baie no 25 Déambulatoire nord.
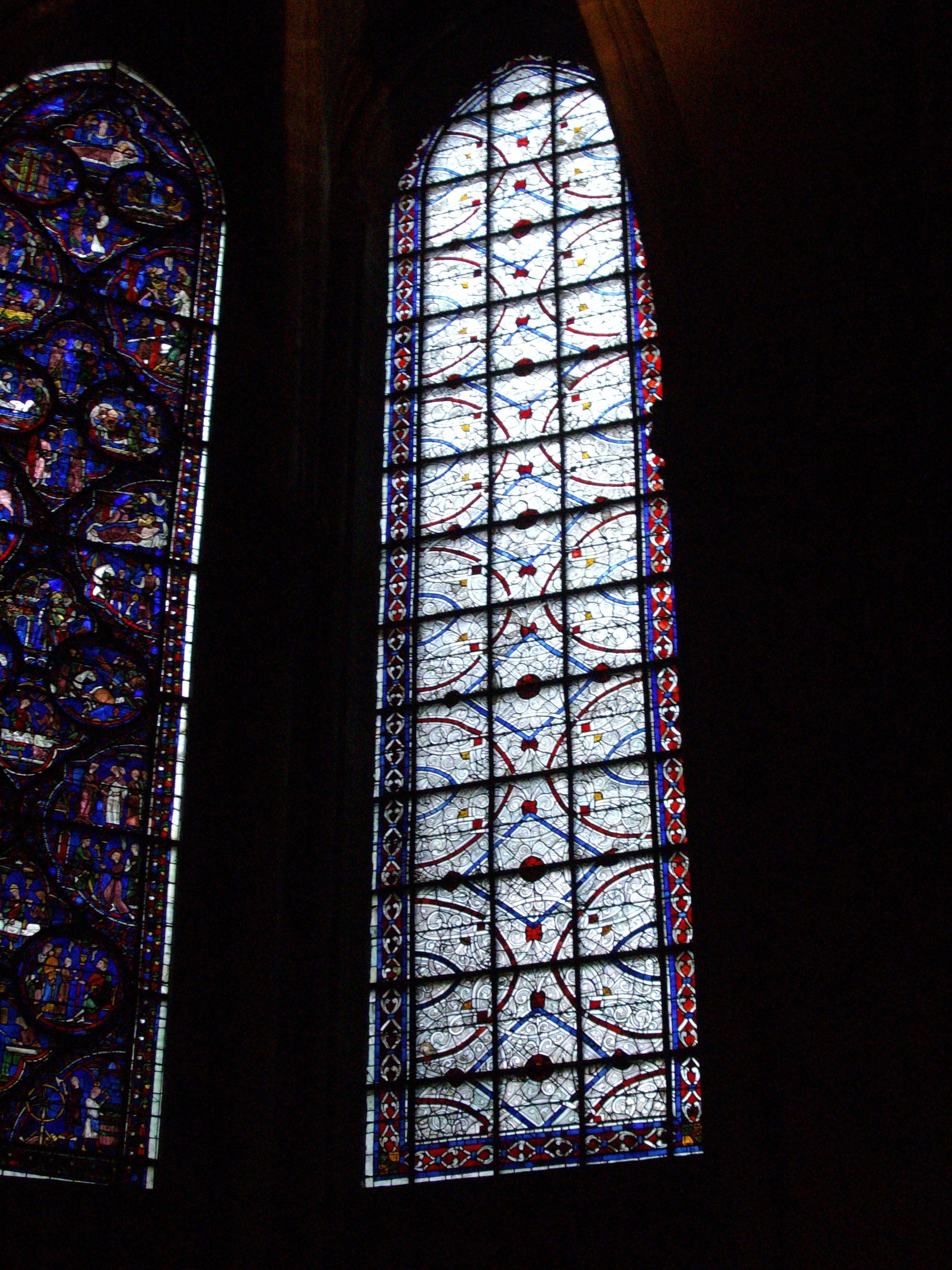
Baie no 19 Chapelle murale nord.
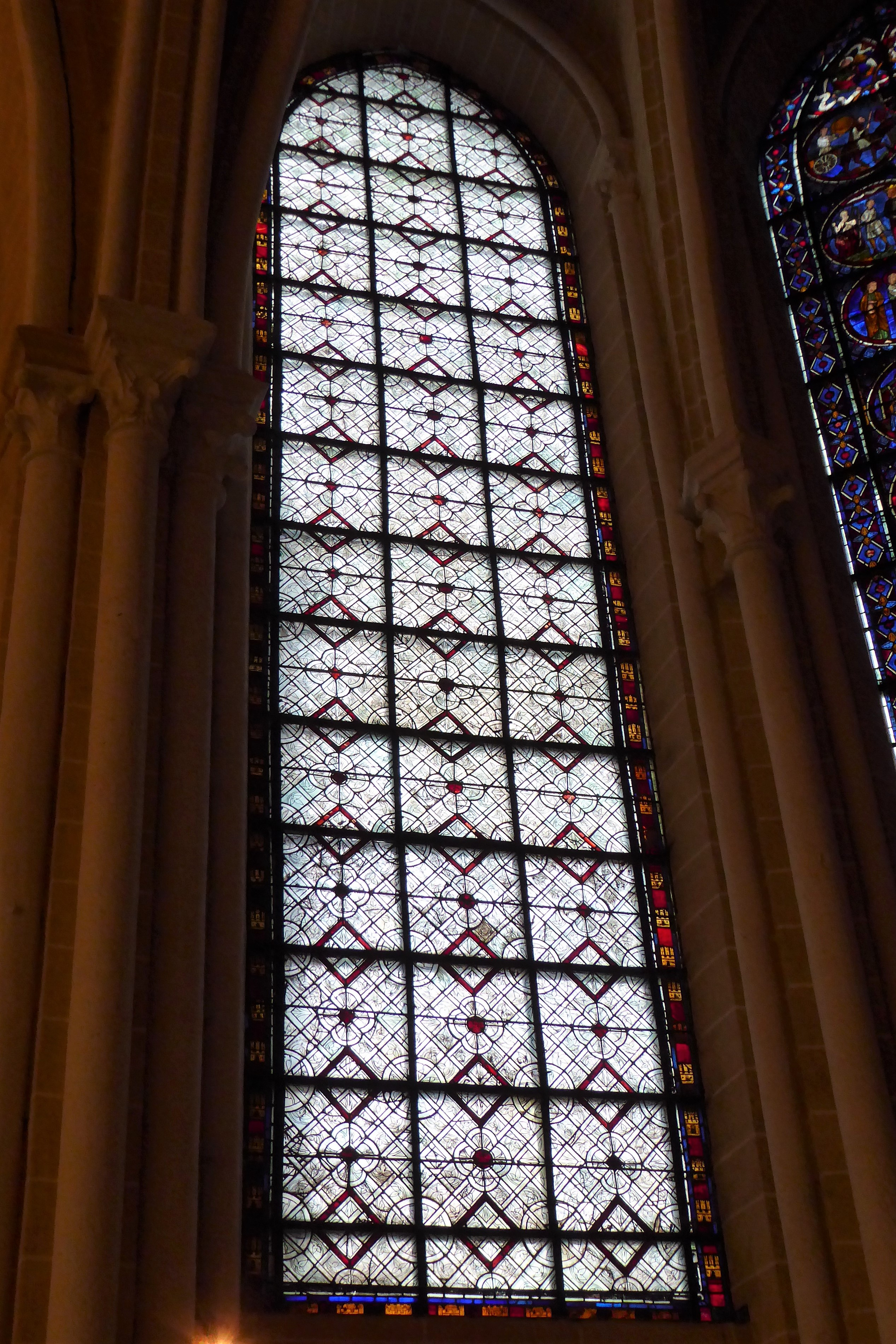
Baie no 3 Chapelle axiale.
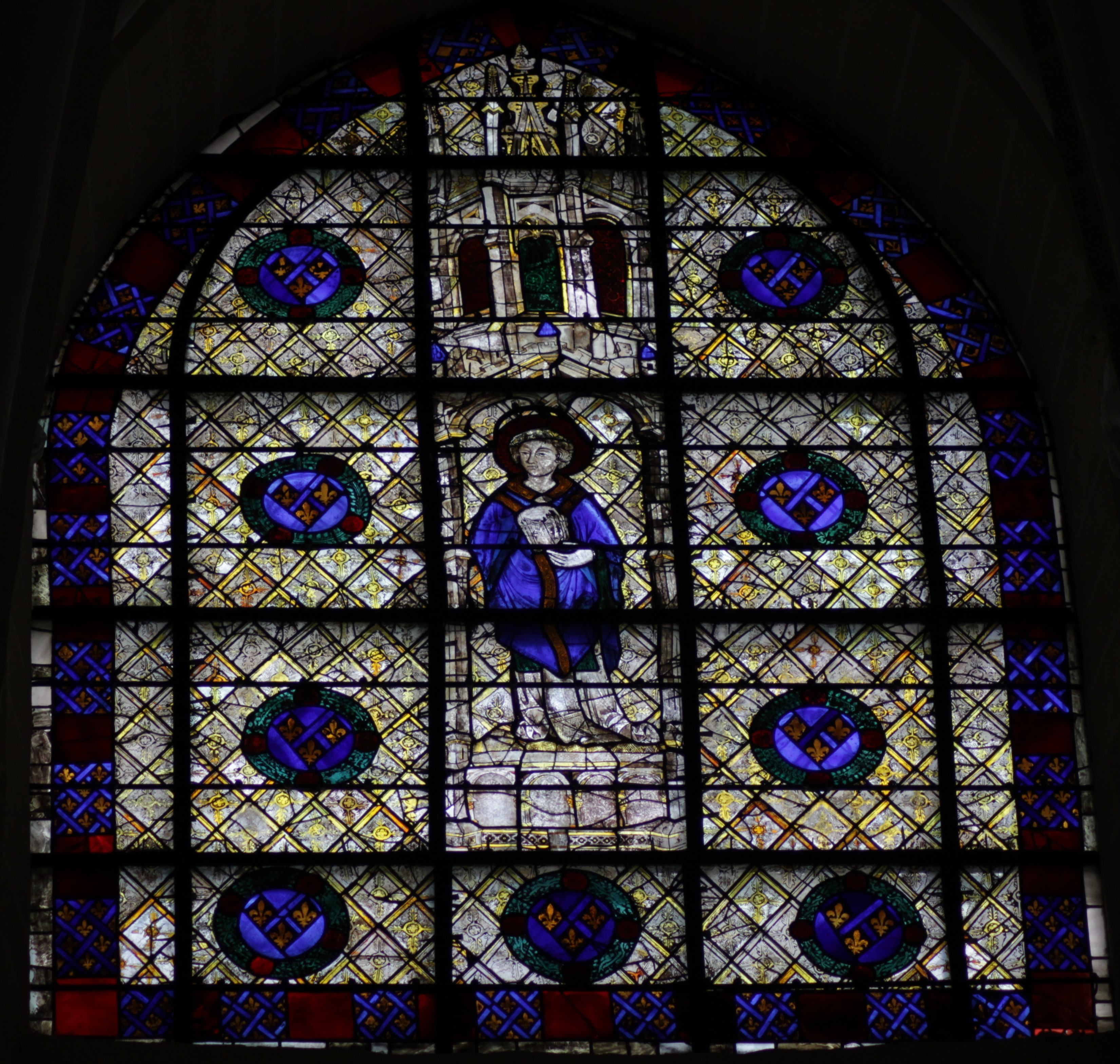
Baie no 6 Vitrail de Saint-Piat.
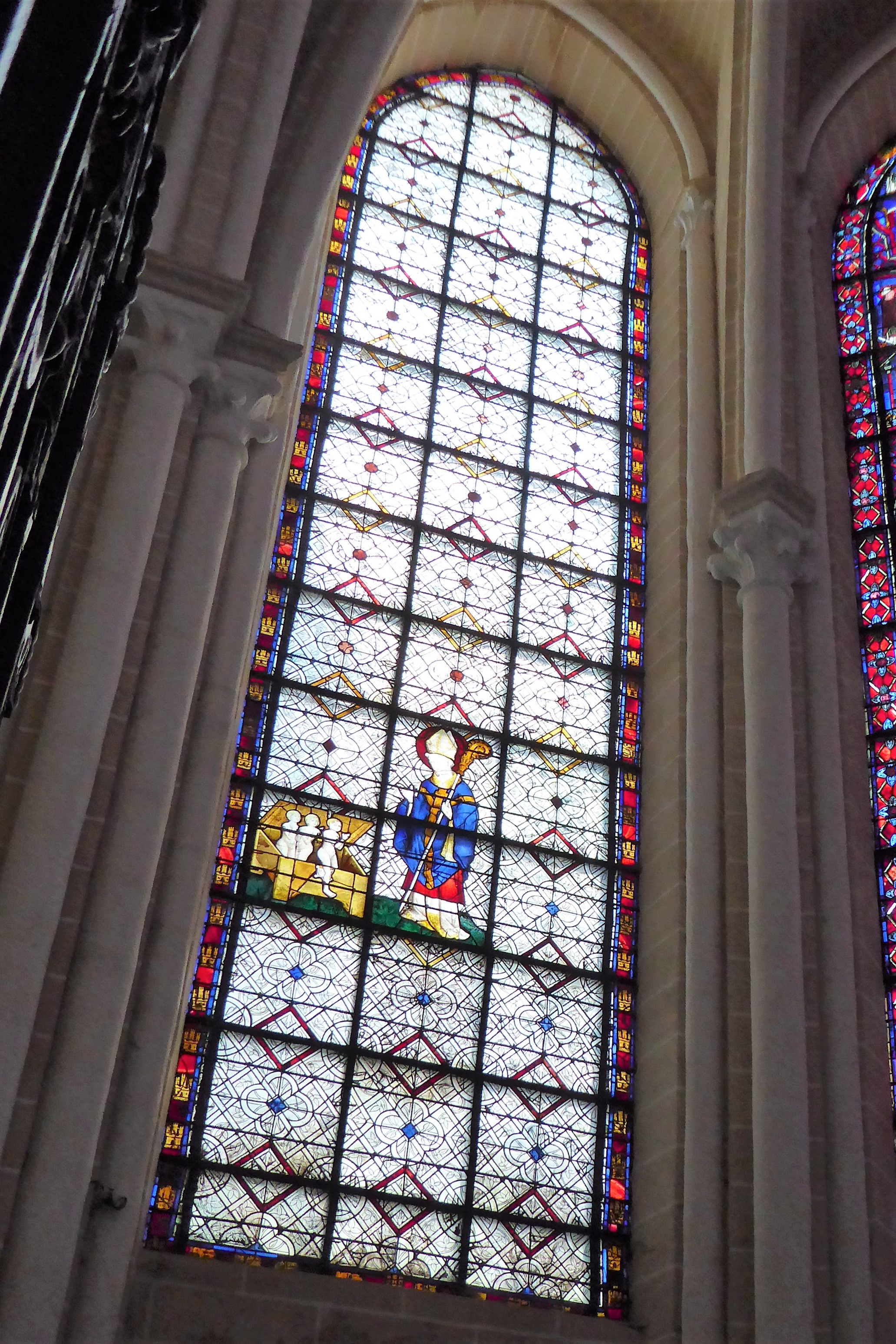
Baie no 10 Chapelle des Confesseurs.
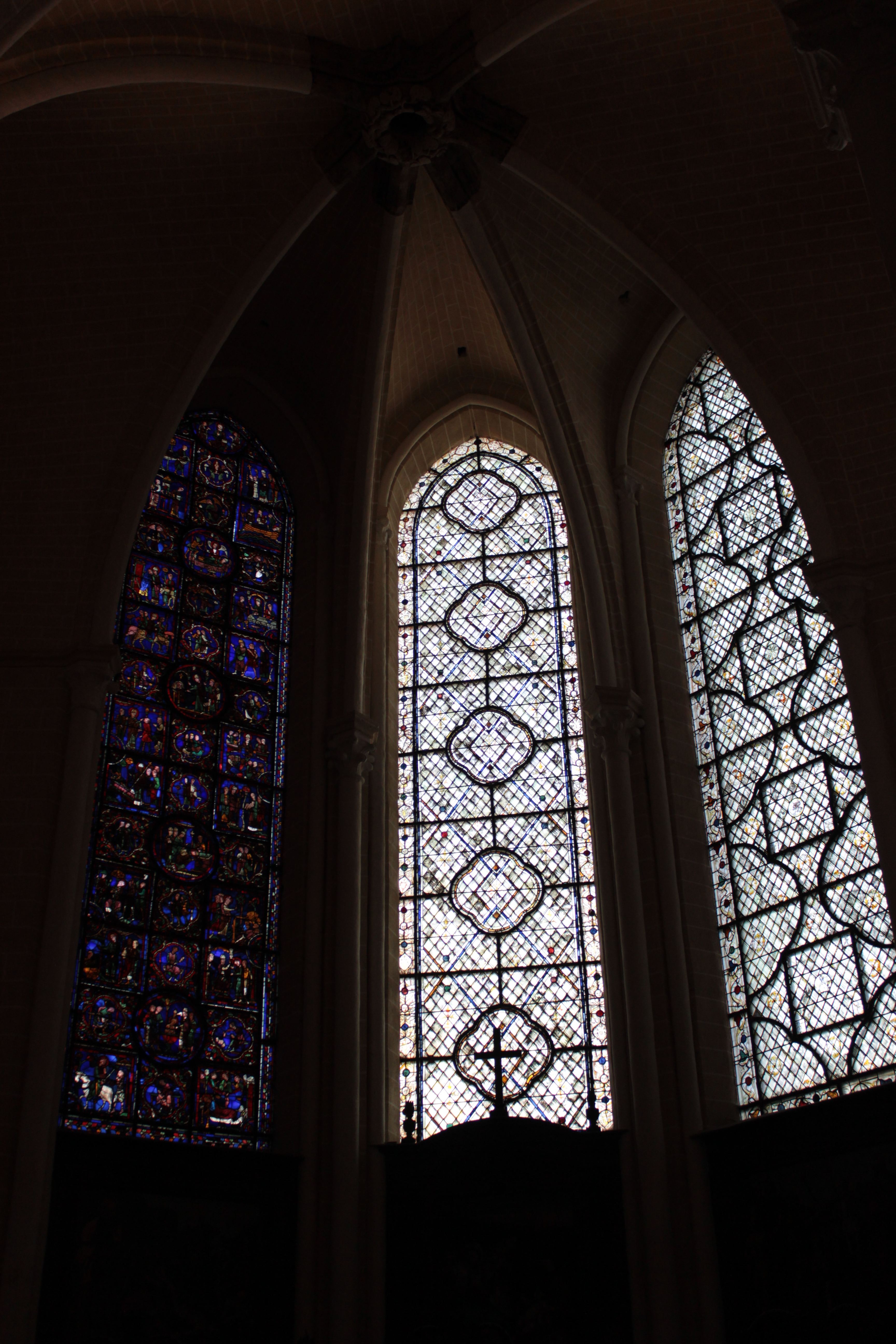
Baies no 22 et 24 Chapelle de Tous-les-saints.
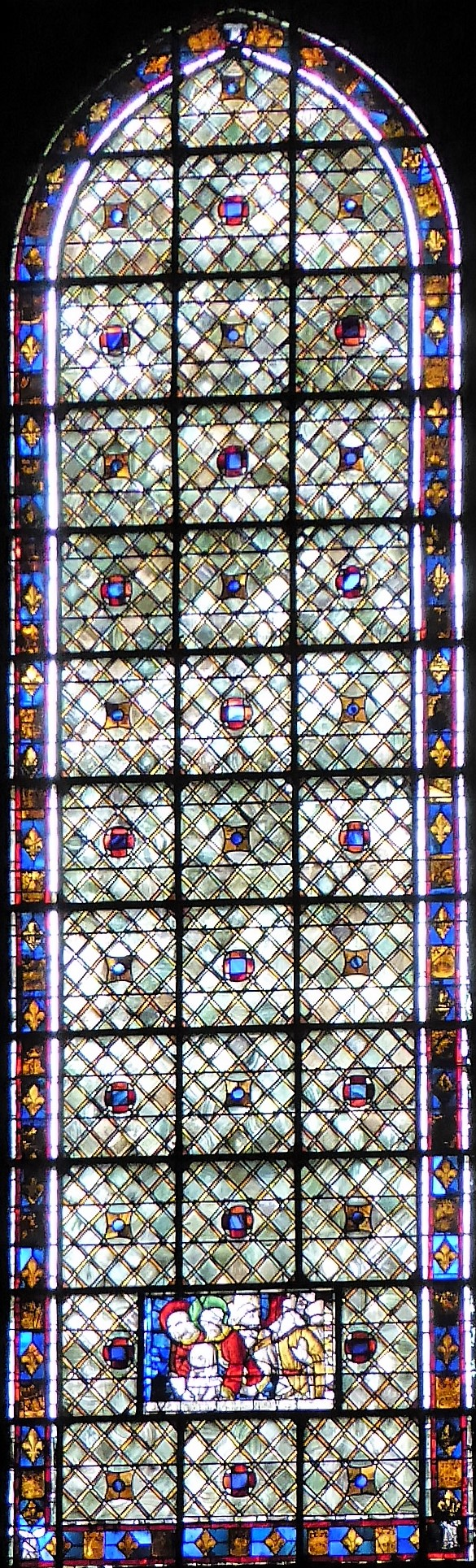
Baie no 34 Transept sud (ouest).
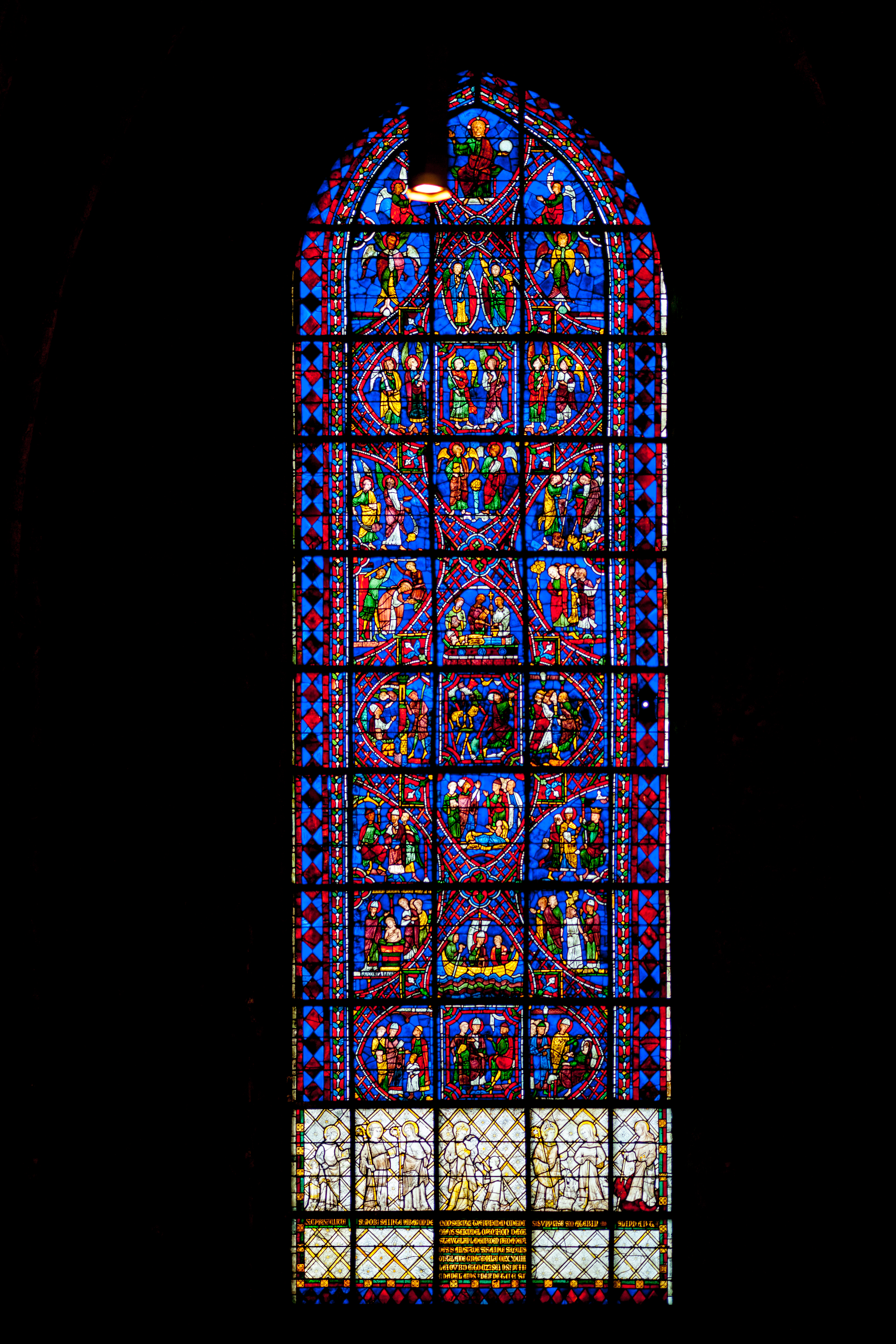
Baie no 36 Transept sud (ouest).